# Brielle
Brielle , anticamente Den Briel e La Brille, è una località ed ex-municipalità dei Paesi Bassi di 15 752 abitanti situata nella provincia dell'Olanda Meridionale. Sorge sull'isola di Voorne, sulla sponda sud del lago di Brielle (in olandese Brielse Meer), al quale ha dato il suo nome.
Dal 1º gennaio 2023 il suo territorio si è fuso con le municipalità di Hellevoetsluis e Westvoorne per formare l'attuale comune di Voorne aan Zee.

## Storia

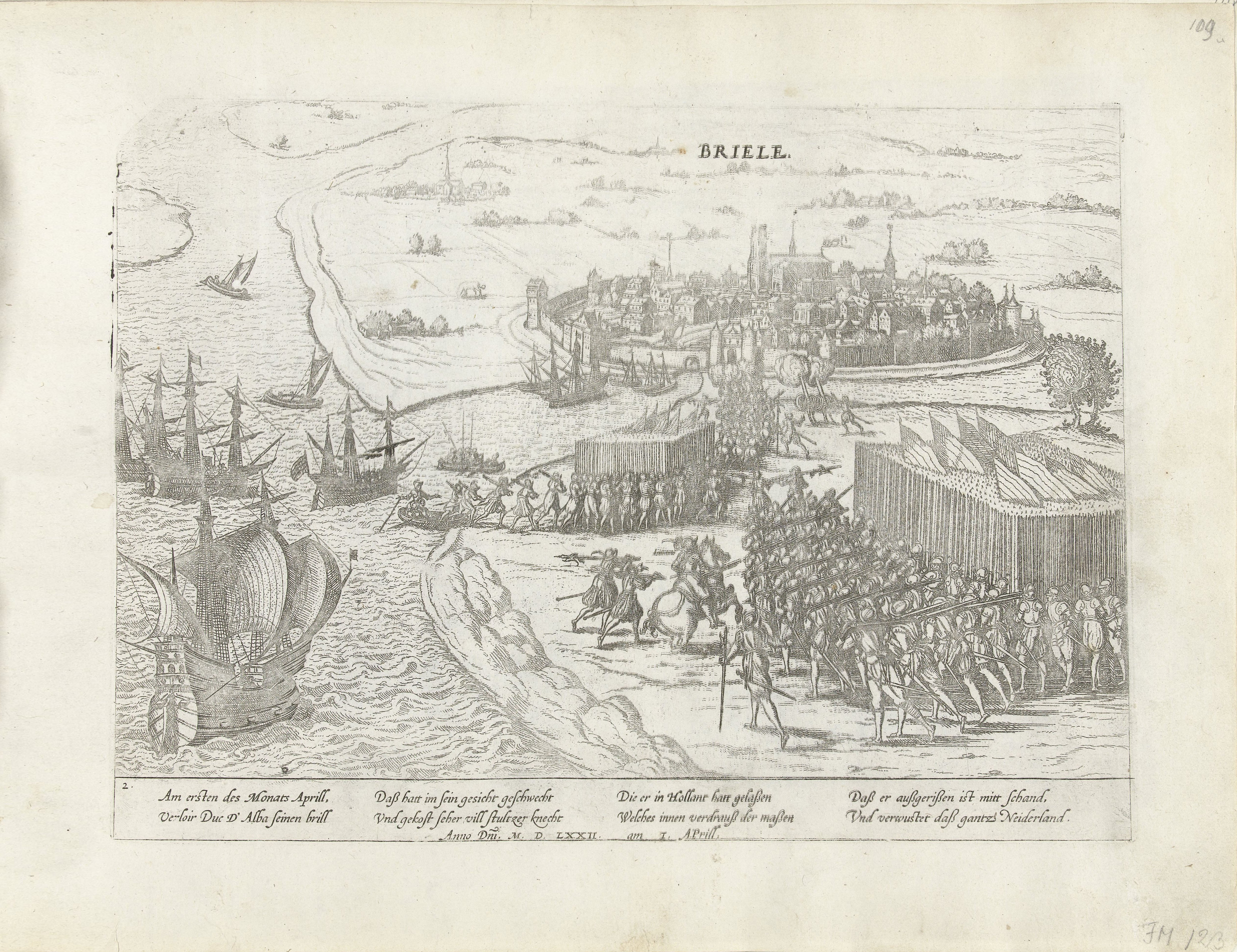
La presa di Brielle, il 1º aprile 1572 (stampa di Franz Hogenberg)

Brielle è un'antica cittadella fortificata olandese. Il suo nome deriva dal gallico brogilo, che significa "recinto" o terreno di caccia. Una prima carta costitutiva della città, risale al 1306. Fu a lungo sede dei conti di Voorne, finché questo feudo fu annesso all'Olanda nel 1371. Aveva un fiorente porto mercantile che faceva parte della Lega Anseatica. Brielle aveva anche una base commerciale in Svezia.
La presa di Brielle, il 1º aprile 1572, da parte dei ribelli protestanti guidati dal barone di Lumley Guglielmo II di la Marck, Lenaert Jansz de Graeff e Willem Bloys van Treslong, i Gheusi del mare fu un episodio saliente della guerra degli ottant'anni che oppose la Spagna ai protestanti ribelli del nord: da quel momento, diverse città olandesi si legarono sotto il vessillo di Guglielmo I d'Orange contro il Duca d'Alba, incaricato dall'imperatore Filippo II di reprimere la rivolta.
Questo evento è ricordato la notte che precede ogni 1º aprile: è la «notte della calce» (kalknacht), in cui si dipingevano gli edifici con la calce (successivamente con la pittura bianca). Si insegna agli studenti olandesi questo gioco di parole («Brielle» si scrive in olandese den Brill, e bril = «monocolo, occhiali», mentre Fles, che indica il canale marittimo di Flessinga, significa anche «bottiglia»!):
Durante quest'assalto, i ribelli Gheusi compirono il massacro di 19 preti e religiosi cattolici, ricordati in seguito come i Martiri di Gorcum, per questo motivo ancora nel ventunesimo secolo Brielle è meta di pellegrinaggio per i cattolici.

Nel mese d'agosto del 1585, con il Trattato di Sans Pareil firmato con la regina Elisabetta, le Province Unite cedettero all'Inghilterra Brielle e diverse altre città, in pegno del rimborso del soldo dei 5000 soldati del corpo di spedizione inglese, inviato per combattere le truppe spagnole. Nel 1616, queste città furono restituite agli olandesi.

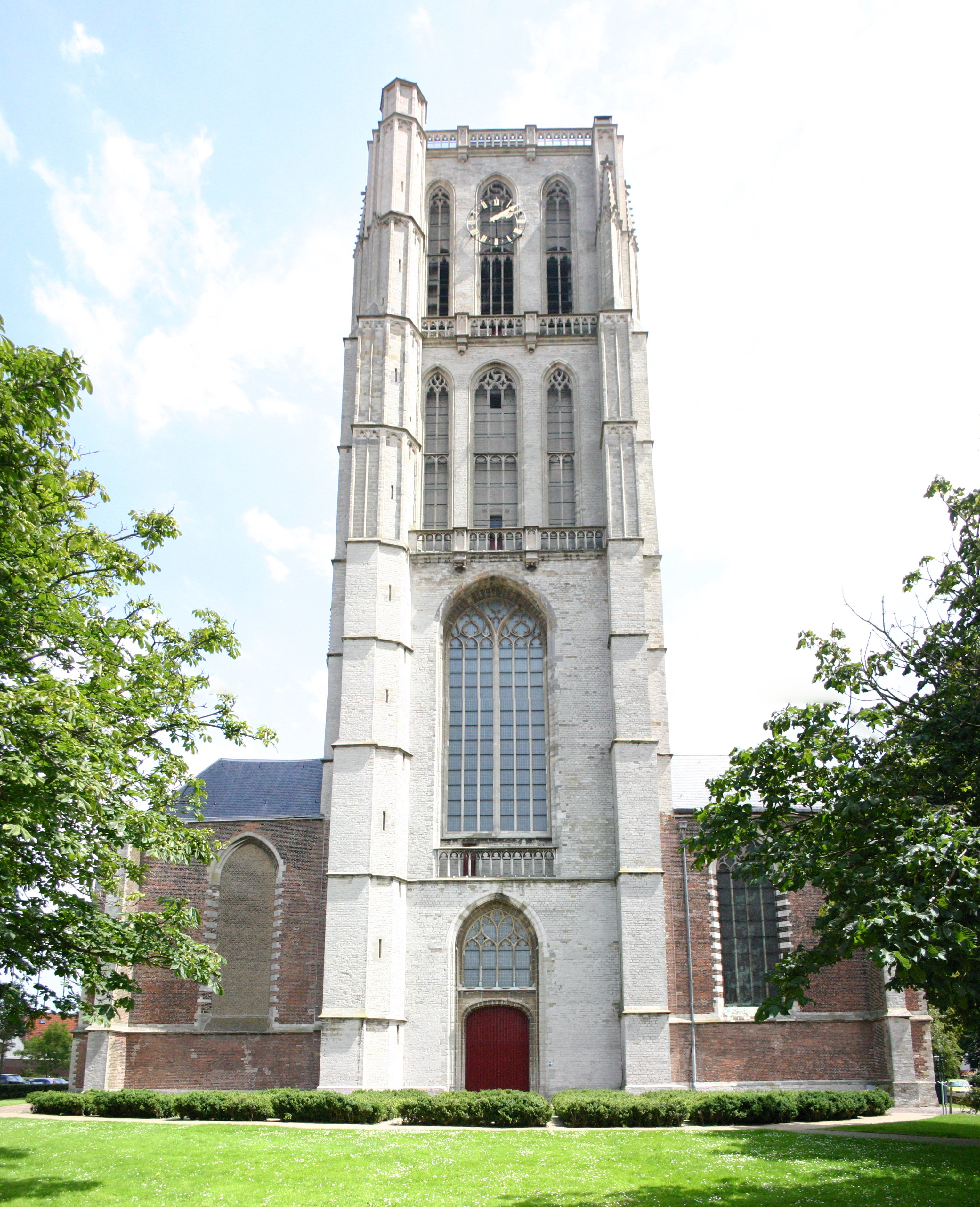
Cattedrale gotica incompiuta di Brielle